# Mareuil-lès-Meaux
Mareuil-lès-Meaux es una comuna francesa situada en el departamento de Sena y Marne, en la región de Isla de Francia.

## Demografía
| 622 | 631 | 767 | 872 | 1163 | 1579 | 3304 |
| Para los censos de 1962 a 1999 la población legal corresponde a la población sin duplicidades (Fuente: INSEE [Consultar]) |     |     |     |      |      |      |